# Романс (песме)
Романс (срп. Романтика) је трећа песма са албума Дышу тишиной руског музичара Николаја Носкова.

## О песми
Песма је написана за стихове песника Николаја Гумиљова. Носков је написао песму 1993. године, у времену када је основао бенд под својим именом. Прва верзија је била на енглеском језику.

## Спот
Видео снимак је снимљен у сеоској кући, на улици и у пољу у јесен.